# Direction interministérielle de la Transformation publique
 (juin 2022).
Si vous disposez d'ouvrages ou d'articles de référence ou si vous connaissez des sites web de qualité traitant du thème abordé ici, merci de compléter l'article en donnant les références utiles à sa vérifiabilité et en les liant à la section « Notes et références ».
La direction interministérielle de la Transformation publique (DITP) est dirigée par le délégué interministériel à la transformation publique. Elle est placée sous l'autorité du ministre de la Fonction publique, de la Simplification et de la Transformation de l’action publique. 
La DITP assure la mise en œuvre du programme de transformation publique, et des politiques prioritaires défini par le Gouvernement sous l’autorité du Premier ministre. L’objectif : rendre l’action publique plus proche plus simple et plus efficace pour améliorer concrètement la vie des Français et des agents publics.  
Elle est mise en cause, en 2022, pour un recours jugé excessif aux services de cabinets de conseil privés.

## Historique
La direction générale de la modernisation de l'État (DGME) est créée le 30 décembre 2005, à partir de la fusion de :
- la direction de la réforme budgétaire (DRB) ;
- l'Agence pour le développement de l'administration électronique (Adaé) ;
- la délégation aux usagers et aux simplifications administratives (DUSA) ;
- la délégation à la modernisation de la gestion publique et des structures de l'État (DMGPSE).

Elle est devenue opérationnelle le 3 janvier 2006.
La direction générale de la modernisation de l’État conduit son action dans le nouveau cadre de la modernisation de l’État que constitue la révision générale des politiques publiques (RGPP). Elle comprend trois services et trois missions transversales rattachées au directeur général. 
L’enjeu est de transformer l’État en vue d'assurer un meilleur service rendu aux usagers et un meilleur ratio coût/qualité.
Son rôle sur l'entretien des référentiels généraux (Référentiel général d'interopérabilité, Référentiel général d'accessibilité pour les administrations, Référentiel général de sécurité) a été transféré à la direction interministérielle des systèmes d'information et de communication (DISIC) en 2011.
Prenant la suite de la direction générale de la modernisation de l'État et d’Etalab, le secrétariat général pour la modernisation de l'action publique (SGMAP) est créé le 30 octobre 2012. Sa mission principale est d' « accompagner le gouvernement pour transformer les administrations et moderniser les services publics ». Il comprend :
- la direction interministérielle pour la modernisation de l'action publique, créée en même temps que le secrétariat général ;
- la direction interministérielle des systèmes d'information et de communication de l'État, créée en 2011.

Le secrétaire général pour la modernisation de l'action publique assure le secrétariat du comité interministériel pour la modernisation de l'action publique.
En 2015, le secrétariat général pour la modernisation de l'action publique comprend :
- la direction interministérielle pour l'accompagnement des transformations publiques ;
- la direction interministérielle du numérique et du système d'information et de communication de l’État.

Le 20 novembre 2017, le secrétariat général pour la modernisation de l'action publique disparaît, laisse la place à deux directions interministérielles :
- la direction interministérielle de la transformation publique, placée sous l'autorité du ministre chargé de la réforme de l'État et dirigée par le délégué interministériel à la transformation publique.
- la direction interministérielle du numérique et du système d'information et de communication de l’État, placée, par délégation du Premier ministre, sous l'autorité du ministre chargé du numérique et rattachée au secrétaire général du Gouvernement. Le ministre chargé de la réforme de l'État en dispose.

Le délégué interministériel à la transformation publique assure le secrétariat du comité interministériel à la transformation publique. Il prépare les délibérations du comité et suit l'application des décisions prises.
Chargée d’accompagner le Gouvernement dans la mise en œuvre de la réforme de l’État, la DITP s’est vu confier la mission du suivi des réformes prioritaires du Gouvernement dans la circulaire en date du 18 novembre 2020. À la suite du séminaire gouvernemental du 31 août 2022, la DITP est à présent chargée du suivi des politiques prioritaires du Gouvernement.
En mars 2024, le ministre de la Fonction publique Stanislas Guerini inaugure l'Agence de conseil interne de l'Etat, rattachée à la DITP, un service qui doit permettre à l'administration d'effectuer en interne des missions de conseil autrefois confiées à des cabinets privés.

## Organisation
Depuis le 19 décembre 2023, la Direction interministérielle de la transformation publique comprend les services « Pilotage des transformations », « Innovation », « Expérience usagers » et « Conseil interne ».

## Missions
La DITP a pour mission principale de coordonner et d'accompagner l'action des administrations publiques pour : 
- Assurer la mise en œuvre des politiques prioritaires du Gouvernement et des programmes de transformation décidés par le comité interministériel de la transformation publique (CITP) ;
- Améliorer la qualité du service rendu aux usagers du service public, l'accessibilité des services publics, la simplification des démarches administratives et la simplification du langage administratif ;
- Promouvoir des organisations plus proches, plus simples et plus efficaces, moins bureaucratiques, qui responsabilisent et font confiance aux acteurs de terrain en leur donnant des marges de manœuvre en contrepartie d'une plus grande redevabilité sur les résultats ;
- Moderniser la gestion publique et diffuser les méthodes d'innovation, d'intelligence collective et de conception de l'action publique centrées sur les usages, prenant mieux en compte le facteur humain et associant les parties prenantes.

La DITP assure la mise en œuvre des politiques prioritaires du Gouvernement présentées fin août 2022. La DITP pilote le Fonds pour la transformation de l’action publique (FTAP). Ce fonds permet de soutenir les projets innovants des administrations de l’État pour améliorer le service aux usagers, l’environnement de travail des agents et l’efficacité de l’action publique. Le FTAP est doté d’une enveloppe de 330 millions d’euros pour la période 2023-2025.
À travers le service « Pilotage des transformations et des politiques prioritaires », la DITP pilote également « France expérimentation », un dispositif de l’État qui accompagne gratuitement les porteurs de projets économiques innovants qui se heurtent à des freins réglementaires ou législatifs.
La DITP pilote et anime le programme Services Publics +, qui permet aux Français de connaître les résultats de chaque service public dans leur territoire et de donner leur avis sur les services publics, afin de participer à l'amélioration des services publics. Ce programme comporte 9 engagements communs à tous les services publics. 
Enfin, la DITP intervient également pour accélérer les projets à fort impact des administrations avec l’appui de ses équipes de consultants internes. 

## Liste des directeurs

### Directeurs généraux de la modernisation de l'État.
- Frank Mordacq[23] : de janvier 2006 à novembre 2007
- François-Daniel Migeon[24] : de novembre 2007 à décembre 2012
- Jérôme Filippini[25]

### Secrétaires généraux pour la modernisation de l'action publique
| Identité                  | Période           | Période           |
| Identité                  | Début             | Fin               |
| ------------------------- | ----------------- | ----------------- |
| Jérôme Filippini (d)      | 2 novembre 2012   | 19 septembre 2013 |
| Julien Rencki (d)         | 19 septembre 2013 | 17 juillet 2014   |
| Laure de La Bretèche (d), | 17 juillet 2014   | 2 novembre 2017   |

### Délégués interministériels de la transformation publique
| Identité                      | Période          | Période          |
| Identité                      | Début            | Fin              |
| ----------------------------- | ---------------- | ---------------- |
| Thomas Cazenave,              | 22 novembre 2017 | 16 novembre 2019 |
| Par intérim : Axel Rahola (d) | 16 novembre 2019 | 27 novembre 2019 |
| Thierry Lambert (d)           | 27 novembre 2019 | En cours         |

## Critiques
La Direction interministérielle de la transformation publique (DITP) fait face à plusieurs critiques.

### Inefficacité
Le personnel de la DITP, très majoritairement contractuel, connaît un fort turn-over. Les différentes missions de l'organisme souffrent d'un manque de définition claire, et peuvent parfois entrer en contradiction. Selon Libération, « la DITP, ça ne marche pas. Parce qu’elle ne porte pas de doctrine. Ce n’est pas un cabinet noir, mais une construction mal aboutie ».
L'universitaire Mathias Amilhat, membre de l’Observatoire de l’éthique publique,  lui reproche une certaine opacité, et un recours à l'externalisation, alors qu'elle est censée être le cabinet de conseil interne de l'État.

### Recours aux cabinets de conseil
La DITP est « l’intermédiaire essentiel entre l’Etat et les McKinsey, Capgemini et autres BCG » : un rapport de la commission d'enquête du Sénat, intitulé « Un phénomène tentaculaire : l’influence croissante des cabinets de conseil sur les politiques publiques » et publié en mars 2022 crée une polémique et indique le rôle essentiel de guichet de la DITP dans l'augmentation du recours des services de l'État aux cabinets de conseil privés. Le rapport donne lieu à une proposition de loi en juin 2022.
En 2018, la DITP négocie un accord-cadre et octroie un marché, alors estimé à 100 millions d'euros à plusieurs cabinets de conseil. Le rapport sénatorial indique que cet accord-cadre constitue « l’une des plus importantes portes d’entrée dans l’Etat – sinon la principale – des grands consultants payés à prix d’or pour aider la machine administrative et gouvernementale à agir et se "réformer" ». En quatre années, le budget affecté à ces dépenses a doublé, atteignant 208 millions d'euros,. La DITP est elle-même amenée à pointer « à plusieurs reprises la « juniorité » des consultants et le « manque de valeur ajoutée » des manageurs fournis par ces cabinets. Elle est régulièrement contrainte de recadrer des prestataires, de demander le remplacement de certains consultants ».
Pour Libération, la faiblesse des effectifs — la DITP compte 87 emplois temps plein — comme la « culture interne [qui] emprunte beaucoup au monde du consulting privé » génèrent une forte porosité entre la DITP et les cabinets de conseil privés.
Un accord-cadre relatif à la réalisation de prestations de conseil en stratégie, en cadrage et conduite de projets et en efficacité opérationnelle est publié en juillet 2022. Conformément à la circulaire de janvier 2022, la DITP crée un pôle interministériel d’achat de prestations de conseil. Le rôle du pôle est de favoriser l’application des bonnes pratiques du recours à des consultants, notamment en veillant à ce que la question de faire le projet en interne soit systématiquement étudiée comme la modalité privilégiée. Ensuite, si le recours est justifié le pôle conseille les ministères pour acheter des prestations de haute qualité, adaptées au besoin et au juste coût. Son avis est également obligatoire pour les commandes supérieures à 500 000 euros TTC.
En 2022, les dépenses des ministères consacrées au conseil en stratégie et en organisation ont diminué de près de 35 % par rapport à l'année précédente, soit bien mieux que l'objectif initial d'une baisse de 15 % fixée dans la circulaire de janvier 2022. À la suite des polémiques sur le recours excessif de l'Etat aux cabinets privés, le gouvernement  inscrit dans le budget 2023 une vingtaine de postes de consultants internes dans le ministère de la Transformation publique. En juillet 2023 cependant, la Cour des comptes publie un rapport qui critique la sollicitation à outrance des cabinets de conseil privés sous la présidence d'Emmanuel Macron,.